# Celina Ceglewska

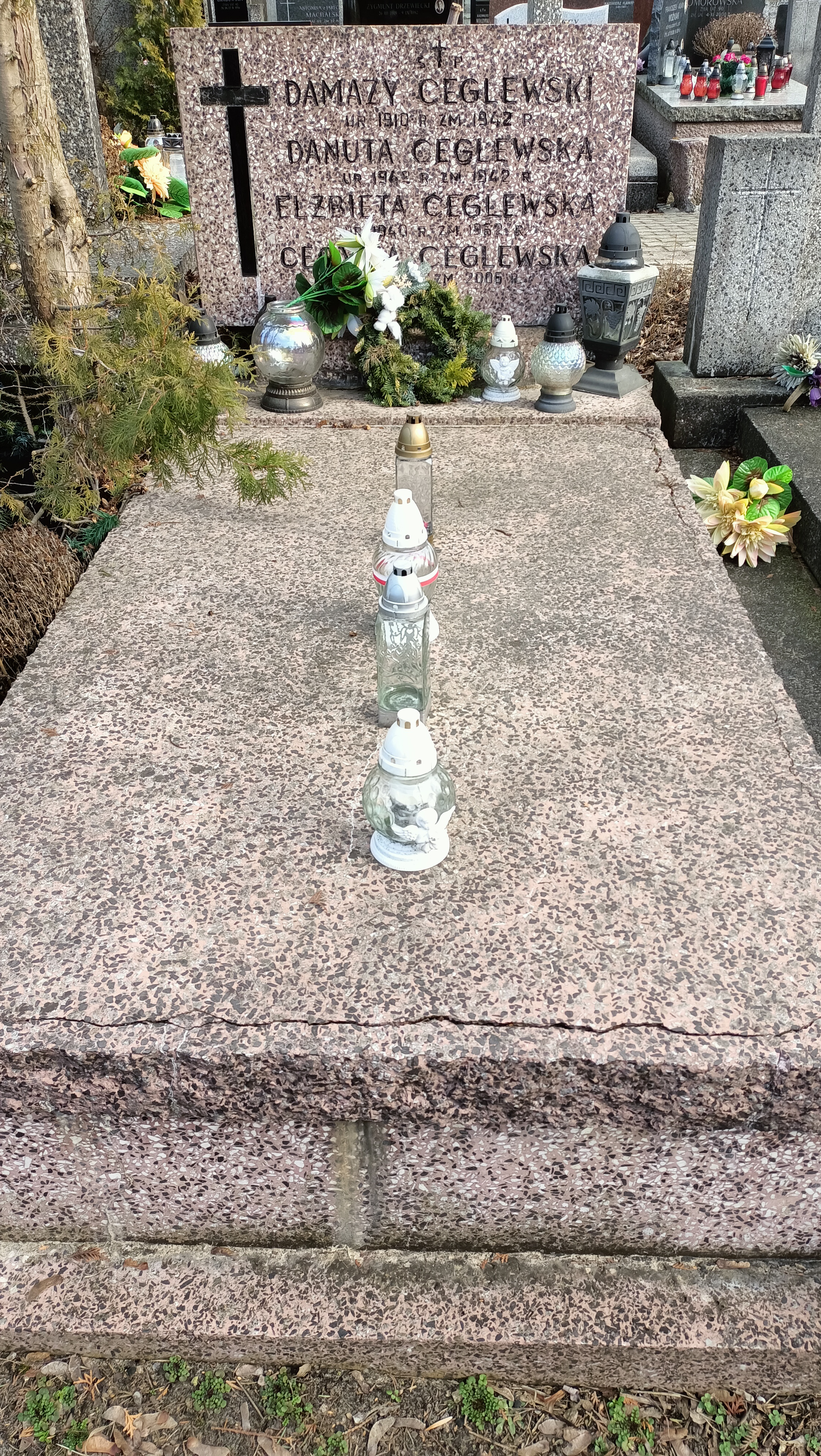
Grób Celiny Ceglewskiej na cmentarzu Bródnowskim w Warszawie

Celina Ceglewska (ur. 14 lipca 1913, zm. 29 kwietnia 2006) – polska „Sprawiedliwa wśród Narodów Świata”.

## Życiorys
W trakcie II wojny światowej zamieszkiwała w Warszawie. Przyjaźniła się z rodziną Żydów - Goldmanów, u których przed wybuchem wojny pracowała jako niania. Opiekowała się nimi podczas ich uwięzienia w warszawskim getcie. Dostarczała im żywność, a także dodawała otuchy swoją obecnością. Przy jej pomocy, z getta udało się zbiec córce Goldmanów, Danusi. Celina, na początku 1943 r., przyjęła pod swój dach także syna rodziny Goldman, Juliana. Mieszkała wówczas w niewielkim domku obok składu materiałów budowlanych. Ledwo wiązała koniec z końcem (jej mąż i córka byli poważnie chorzy), mimo to zdecydowała się nieść pomoc innym, zagrożonym przez Niemców. Jej pomoc nie podobała się zarządcy terenu, mimo to ukrywała Juliana u siebie, a gdy zagrożenie stawało się zbyt duże, zaopatrzonego w jedzenie wysyłała z dala od domu, by nie rzucał się w oczy. Po stłumieniu powstania warszawskiego, Celinę i Juliana deportowano do KL Auschwitz. Podawała, że jest jej synem. Pod koniec 1944 r. oboje zostali zesłani do pracy w Berlinie. Celina pracowała jako kucharka. Dzięki jej zaangażowaniu, przeżył wojnę.
25 czerwca 1991 r. Instytut Jad Waszem uhonorował Celinę Ceglewską medalem „Sprawiedliwy wśród Narodów Świata”. Pochowana na cmentarzu Bródnowskim w Warszawie (kwatera 84B-2-8).